# Wypadek lotniczy w Ramstein
Wypadek lotniczy w Ramstein – wypadek lotniczy, który wydarzył się 28 sierpnia 1988 roku w amerykańskiej bazie lotniczej w Ramstein-Miesenbach. Podczas pokazów lotniczych trzy z dziesięciu samolotów Aermacchi MB-339 włoskiej grupy Frecce Tricolori rozbiły się o siebie, po czym jeden spadł na publiczność. 

## Ofiary
Zginęło 70 osób (z czego 67 na ziemi), a blisko 1000 zostało rannych, w tym 346 ciężko.
Wszyscy trzej piloci grupy zginęli:
- Pony 1 – podpułkownik Mario Naldini, 41 l. dowódca
- Pony 2 – kapitan Giorgio Alessio, 31 l. lewoskrzydłowy
- Pony 10 – podpułkownik Ivo Nutarelli, 38 l. solista

## Wypadek
Trzy samoloty Aermacchi MB-339 włoskiej grupy Frecce Tricolori w trakcie wykonania akrobacji „przebite serce” zderzyły się ze sobą. Samoloty rozbiły się nad pasem startowym; w rezultacie jeden spadł na widzów, drugi zahaczył o śmigłowiec UH-60 Black Hawk MEDEVAC raniąc pilota kapitana Kima Stradersa, który zmarł tydzień później w wyniku doznanych oparzeń, trzeci samolot rozpadł się, a jego części zostały rozrzucone wzdłuż pasa startowego.
Przyczyną wypadku był błąd pilota solisty, który po odłączeniu od formacji miał narysować strzałę przebijającą serce, rysowane jednocześnie przy pomocy dymu na niebie przez tę formację. Samolot ten z niewiadomych powodów znalazł się jednak na wysokości przelotu formacji i na kursie kolizyjnym.
Na terenie bazy lotniczej w Ramstein nigdy więcej nie zorganizowano pokazów lotniczych Air Show. Pozostaje ona niedostępna dla osób postronnych. Po tym zdarzeniu do przepisów regulujących przebieg takich imprez wprowadzono bezwzględny zakaz przelotów nad publicznością i wykonywania akrobacji na kierunku sektorów widzów.

## Upamiętnienie
Na terenie bazy lotniczej ustanowiono pomnik ofiar katastrofy, na którym umieszczono nazwiska wszystkich ofiar, a także wspomniano o nienarodzonym dziecku, które zginęło wraz ze swoją matką.
Niemiecki zespół industrial metalowy Rammstein przyjął swoją nazwę na cześć ofiar katastrofy.